# Evald og Ingeborg og alle de andre
Evald og Ingeborg og alle de andre er en dansk dokumentarfilm fra 1975 med instruktion og manuskript af Jørgen Vestergaard.

## Handling
Musikmiljøet omkring og i Folkemusikhuset i Hoager, mellem Holstebro og Skive.